# Grand jury européen
Pour les articles homonymes, voir GJE.
Le Grand jury européen (GJE) est une association sans but lucratif (ASBL) de droit luxembourgeois créée en 1996 par François Mauss. Le but du GJE est d’organiser des dégustations de grands vins selon des règles strictes : achat des vins sur le marché, dégustations à l'aveugle par un panel européen de professionnels, opérations sous contrôle juridique.
Les rapports de dégustation sont disponibles sur le site : http://grandjuryduvin.com
Le GJE est également partenaire du Davos du Vin, un événement annuel qui se déroule à la Villa d'Este (lac de Côme) pour réunir autour de thèmes touchant la filière "vins" traités par des conférenciers venus du monde entier.